# Hansi Hinterseer
Johann Ernst „Hansi“ Hinterseer (* 2. Februar 1954 in Kitzbühel) ist ein österreichischer Schlagersänger, Schauspieler, Moderator und ehemaliger Skirennläufer. Hinterseer war auf die Disziplinen Riesenslalom und Slalom spezialisiert. Er gewann sechs Weltcuprennen, eine WM-Medaille und die Riesenslalom-Weltcupwertung der Saison 1972/73. Zweimal wurde er Abfahrtsweltmeister der „Pro Tour“. Seit 1994 ist er als Sänger im Bereich der volkstümlichen Musik erfolgreich und brachte mehr als drei Dutzend Platten heraus.

## Karriere

### Sportler
Hansi Hinterseer kam schon sehr früh zum Skisport, auch weil er im Winter den Schulweg von der Seidlalm, wo er aufwuchs, hinunter nach Kitzbühel oftmals auf Skiern bewältigen musste. Sein Vater Ernst, Slalom-Olympiasieger 1960, förderte die sportliche Karriere seines Sohnes von Beginn an und betreute ihn im Kitzbüheler Ski Club. Hansis jüngere Brüder Ernst jun. und Guido wurden ebenfalls Skirennläufer.
Hinterseer wurde 1968 österreichischer Schülermeister im Slalom, Riesenslalom und in der Kombination. Ein Jahr später wurde er in das Nationalteam des ÖSV aufgenommen. In der Saison 1971/72 nahm der Spezialist für die technischen Disziplinen erstmals an Weltcuprennen teil und holte im Slalom von Berchtesgaden am 9. Jänner 1972 mit Rang neun seine ersten Punkte, fand aber „wegen seiner Jugendlichkeit“ keine Berücksichtigung in der für Sapporo nominierten Olympiamannschaft. Etwas kurios war Mitte April sein Sieg im Riesenslalom am Tonalepass (Region Trient), bei dem vorerst David Zwilling als Sieger ausgerufen worden war, ehe der Veranstalter aber einen zweiten Durchgang anhängte, in welchem der Kitzbüheler noch aufholte und als Gesamtsieger vor Landsmann Zwilling hervorging.
Bereits im nächsten Winter, der Saison 1972/73, gelang ihm der Durchbruch an die Weltspitze. Am 8. März 1973 feierte der 19-jährige im Riesenslalom von Anchorage seinen ersten Sieg und sicherte sich mit weiteren vier zweiten Plätzen überlegen den Gewinn der Riesenslalomwertung. Im Gesamtweltcup kam er punktegleich mit dem Deutschen Christian Neureuther auf Rang vier. In diesem Jahr wurde er auch Österreichischer Meister im Riesenslalom.
Zu Beginn der Saison 1973/74 gewann Hinterseer am 8. Dezember in Val-d’Isère seinen zweiten Riesenslalom, am 27. Jänner stand er in seinem Heimatort Kitzbühel erstmals im Slalom ganz oben auf dem Siegerpodest, womit nicht nur hier erstmals wieder ein Österreicher (seit 1959 Anderl Molterer) den Slalom gewann, sondern es auch im Weltcup seit beinahe fünf Jahren einen Herrensieg im Slalom für den ÖSV gab. Er gehörte noch nicht der ersten Startgruppe an, sondern musste mit Nr. 21 fahren. Beim Saisonhöhepunkt, den Weltmeisterschaften 1974 im schweizerischen St. Moritz, gewann er hinter dem überlegenen Italiener Gustav Thöni die Silbermedaille im Riesenslalom, im Slalom wurde er an dritter Stelle liegend disqualifiziert. Im Gesamtweltcup erreichte er mit zwei Siegen und sechs weiteren Podestplätzen den dritten Rang, im Riesenslalom wurde er Zweiter und im Slalom Fünfter.
In der Saison 1974/75 kam Hinterseer insgesamt viermal unter die besten drei und feierte am 21. Februar im Slalom von Naeba seinen einzigen Saisonsieg. Damit belegte er im Gesamtweltcup den sechsten Rang und wurde in der Riesenslalom- und Slalomwertung jeweils Fünfter. In der Saison 1975/76 gewann er vorerst am 29. November 1975 den Riesentorlauf bei den nicht zum Weltcup zählenden World Series of Skiing, im Slalom am nächstfolgenden Tag wurde er Zweiter. Im Weltcup-Slalom von Schladming am 21. Dezember feierte er einen weiteren Sieg, musste aber bei den Olympischen Winterspielen 1976 in Innsbruck eine herbe Enttäuschung hinnehmen. Im Riesenslalom wurde er mit fast sieben Sekunden Rückstand nur 14. Nach einer Trainingsverletzung fiel er im Slalom bereits im ersten Durchgang aus bzw. gab er auf. Im Gesamtweltcup kam der Tiroler mit einem Sieg und zwei weiteren Podestplätzen auf den fünften Rang, im Slalom erreichte er punktegleich mit Gustav Thöni den dritten Platz. 1976 wurde er Österreichischer Meister im Slalom.
Die Saison 1976/77 begann nicht mit den erhofften Resultaten, erst am 25. Februar gewann er den Riesenslalom im japanischen Furano. Dies war sein letzter Weltcuperfolg. Im Gesamtklassement fiel er nach dieser Saison auf den 14. Platz zurück, auch in den Disziplinenwertungen erlangte er nur den siebten Platz im Riesenslalom und den zehnten Platz im Slalom. In der Saison 1977/78 brachen seine Ergebnisse völlig ein. Lediglich zweimal platzierte sich Hinterseer in den Top Ten, für die Weltmeisterschaften in Garmisch-Partenkirchen konnte er sich innerhalb der österreichischen Mannschaft nicht qualifizieren. – Inwiefern ein kurzfristig angedachter Weltmeisterschaftsstart für Australien oder den Iran ernst zu nehmen war, wobei dies auf Grund der FIS-Statuten ohnehin nicht möglich gewesen wäre (Nationenwechsel können nur nach einer Saison bis zum 1. Juli erfolgen), bleibt dahingestellt und wurde auch dementsprechend von den Medien kommentiert.
Hinterseer beendete am 29. August 1978 mit nur 24 Jahren seine Weltcupkarriere und startete fortan bei den Profiskiläufern in der U.S. Pro-Ski Tour. Dort hatte er von Beginn an, bemerkenswerterweise auch in der Abfahrt, großen Erfolg. Er belegte 1980 und 1981 hinter seinem Landsmann Andre Arnold den zweiten Gesamtrang und wurde in den Jahren 1982 und 1983 Profiweltmeister in der Abfahrt. Danach beendete er seine aktive sportliche Laufbahn und war von 1984 bis 2008 Co-Kommentator der Ski-Liveübertragungen des ORF, meist bei den Disziplinen Slalom und Riesenslalom.

### Entertainer und Sänger

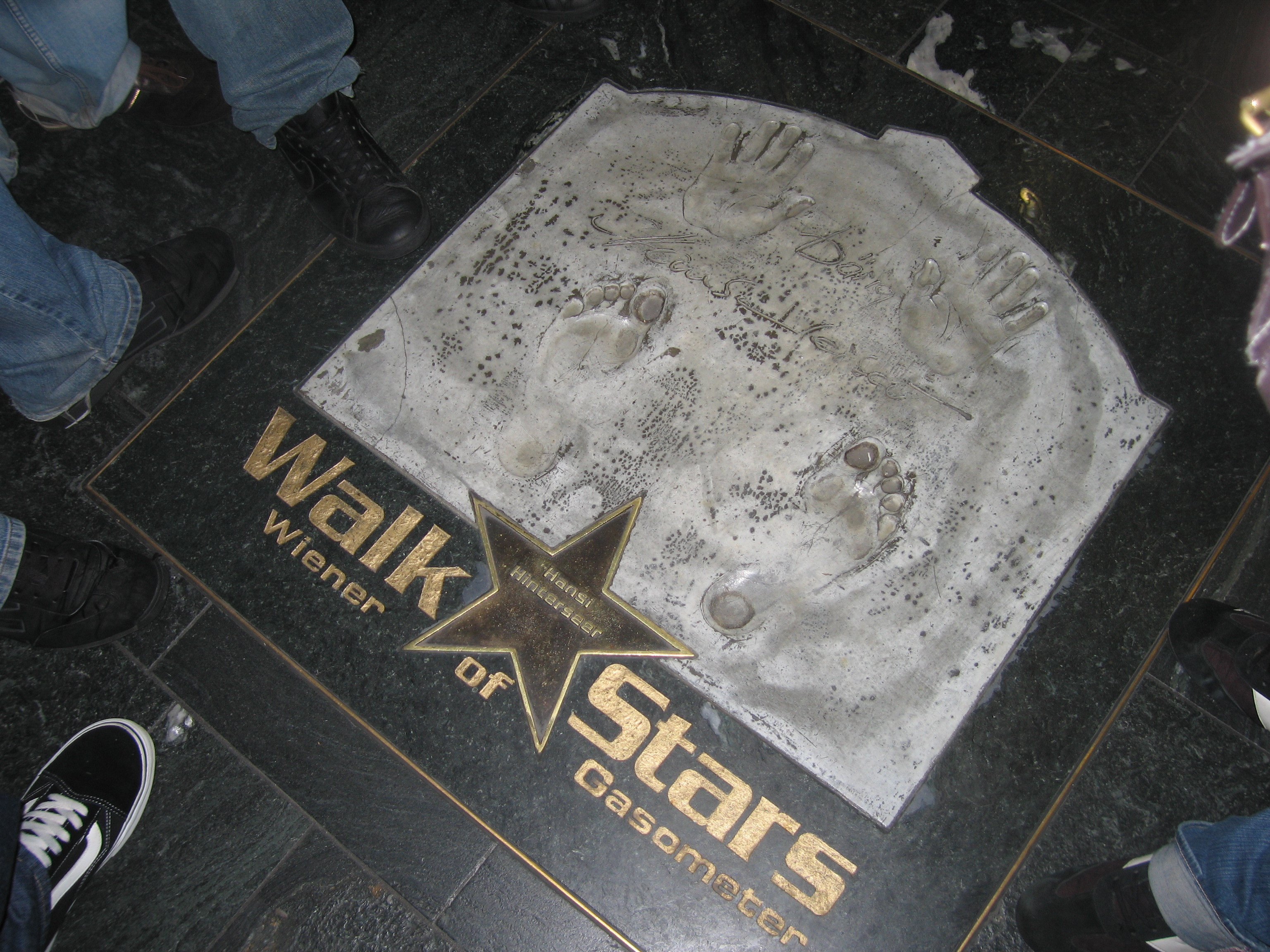
Hinterseers Fuß- und Handabdrücke für den „Walk of Stars“ im Wiener Gasometer

1993 war er vom Musikproduzenten Jack White auf dessen Geburtstagsparty als Sänger entdeckt worden und wurde kurz darauf vom Plattenlabel Bertelsmann Group (heute Sony Music Entertainment) unter Vertrag genommen. 1994 begann Hansi Hinterseer eine erfolgreiche Karriere als Sänger im Bereich der volkstümlichen Musik. Nach Produktion des ersten Longplayers trat Hinterseer 1994 erstmals mit seiner Debütsingle „Du hast mich heut’ noch nicht geküsst“ in Karl Moiks Volksmusik-Sendung „Musikantenstadl“ auf. Kurz darauf wurde dieser Song auf den Sampler „Das goldene Jahr der Volksmusik“ aufgenommen.
Bereits sein erstes Album „Wenn man sich lieb hat“ erreichte Platz 29 in den österreichischen Charts. Nach weiteren Auftritten in öffentlichen Unterhaltungssendungen stellte er sein zweites Album fertig. „Träum mit mir“ übertraf die Erwartungen des Vorgängers und konnte sich in Deutschland und in der Schweiz platzieren. Ende 2005 erreichte er erstmals die Spitzenposition der österreichischen Longplay-Charts. Mittlerweile wurde Hinterseer insgesamt 30-mal mit der Goldenen oder Platin-Schallplatte von der österreichischen, Schweizer und deutschen IFPI ausgezeichnet. Für seine Leistungen als Showmaster im Volksmusik-Genre gewann er 1998 eine Goldene Romy. Des Weiteren ist er als Schauspieler in der leichten Unterhaltung zugehörigen Fernsehproduktionen bekannt. In den Jahren 2001, 2003 und 2006 wurde er für einen Amadeus Austrian Music Award nominiert. In den Jahren 1998, 2001, 2004, 2005, 2006 und 2007 bekam er jeweils eine Krone der Volksmusik verliehen.
Mit seinen beiden CDs The Danish Collection gelang es ihm im April 2010, die Spitze der Albumhitparade in Dänemark zu erreichen und Lady Gaga und die Black Eyed Peas von der Spitze zu verdrängen. Auch mit seinem darauffolgenden Album Ich hab Dich einfach lieb gelang ihm der Sprung auf Platz eins der dänischen Charts.
Seit dem 28. Juni 2006 ist die Marke Hansi Hinterseer im deutschen Markenregister eingetragen. Am 3. Februar 2013 erklärte die ARD das Ende der Zusammenarbeit mit Hinterseer nach 18 Jahren, trotz guter Quoten. Laut BILD wollte der ORF die Sendung weiterführen, doch die ARD habe sich quer gestellt. Auch einen im Herbst 2012 gedrehten TV-Film mit dem Titel „Ruf der Pferde“ und Hinterseer als Hauptdarsteller werde die ARD nicht ausstrahlen. Im Jänner 2014 wurde bekannt, dass eine Wachsfigur von Hansi Hinterseer zukünftig im Wachsfigurenkabinett von Madame Tussauds in Wien ausgestellt wird. Der Sänger präsentierte das vollendete Werk am 22. Jänner 2014 in Kitzbühel. Seit April 2014 posiert Hansi Hinterseer nach dem französischen Vorbild La vache qui rit auf diversen Jogurts der Tirol Milch.
Am 21. März 2017 gab der ORF bekannt, Hinterseers Musik- und Natursendung nach vier Jahren Pause wieder mit neuen Folgen auszustrahlen. Der Hessische Rundfunk sowie der Mitteldeutsche Rundfunk sind Co-Produzenten. Die erste Ausgabe wurde unter dem Titel Hansi Hinterseer – Im malerischen Tannheimer Tal am 11. November 2017 ausgestrahlt. Am 4. Mai 2019 folgte die Sendung Hansi Hinterseer – Sommertraum an der Südsteirischen Weinstraße. Im Frühjahr 2018 erklärte der Sänger öffentlich, dass er keine Noten lesen kann: „Ich war nie gut im Lesen“, bekannte er im Gespräch mit der Münchner Zeitung „tz“.
In Dänemark erfreut sich eine Parodie Hinterseers durch den Komödianten Peter Frödin große Beliebtheit. Frödin nennt sich dabei Franzi25. Mittlerweile haben mehrere Lieder Frödins, in denen er deutsche Wörter aneinanderreiht, in Dänemark im Internet viralen Charakter eingenommen.

### Privates
Am 31. Oktober 1975 heiratete Hinterseer in Kitzbühel die aus Kirchberg in Tirol stammende Anneliese Gröderer. Diese Beziehung bestand bis 1979. Am 23. Mai 1986 heiratete er Romana; aus der Ehe gingen die Töchter Laura und Jessica hervor.
Hinterseers Neffe Lukas Hinterseer ist Profifußballer. Er stand von 2013 bis 2019 im Kader der österreichischen Fußballnationalmannschaft.

## Sportliche Erfolge

### Olympische Winterspiele
- Innsbruck 1976: 14. Riesenslalom

### Weltmeisterschaften
- St. Moritz 1974: 2. Riesenslalom
- Innsbruck 1976: 14. Riesenslalom

### Weltcupwertungen
| Saison  | Gesamt | Gesamt | Riesenslalom | Riesenslalom | Slalom | Slalom |
| Saison  | Platz  | Punkte | Platz        | Punkte       | Platz  | Punkte |
| ------- | ------ | ------ | ------------ | ------------ | ------ | ------ |
| 1971/72 | 36.    | 10     | 20.          | 6            | 20.    | 4      |
| 1972/73 | 4.     | 120    | 1.           | 105          | 23.    | 3      |
| 1973/74 | 3.     | 162    | 2.           | 95           | 5.     | 56     |
| 1974/75 | 6.     | 117    | 5.           | 55           | 5.     | 58     |
| 1975/76 | 5.     | 98     | 8.           | 40           | 3.     | 58     |
| 1976/77 | 14.    | 82     | 7.           | 53           | 10.    | 28     |
| 1977/78 | 54.    | 3      | 18.          | 3            | –      | –      |

### Weltcupsiege
- 21 Podestplätze, davon 6 Siege:

| Datum             | Ort              | Land       | Disziplin    |
| ----------------- | ---------------- | ---------- | ------------ |
| 8. März 1973      | Anchorage        | USA        | Riesenslalom |
| 8. Dezember 1973  | Val-d’Isère      | Frankreich | Riesenslalom |
| 27. Jänner 1974   | Kitzbühel        | Österreich | Slalom       |
| 23. Februar 1975  | Naeba Ski Resort | Japan      | Slalom       |
| 21. Dezember 1975 | Schladming       | Österreich | Slalom       |
| 25. Februar 1977  | Furano           | Japan      | Riesenslalom |

### Österreichische Meisterschaften
- Zweifacher Österreichischer Meister (Riesenslalom 1973, Slalom 1976)

### Pro Tour
- Abfahrtsweltmeister 1982 und 1983
- Zweiter der Gesamtwertung 1980 und 1981

## Diskografie

### Alben
| Jahr | Titel                                          | Höchstplatzierung, Gesamtwochen, AuszeichnungChartplatzierungen (Jahr, Titel, Platzierungen, Wochen, Auszeichnungen, Anmerkungen) | Höchstplatzierung, Gesamtwochen, AuszeichnungChartplatzierungen (Jahr, Titel, Platzierungen, Wochen, Auszeichnungen, Anmerkungen) | Höchstplatzierung, Gesamtwochen, AuszeichnungChartplatzierungen (Jahr, Titel, Platzierungen, Wochen, Auszeichnungen, Anmerkungen) | Anmerkungen                                                            |
| Jahr | Titel                                          | DE | AT | CH | Anmerkungen                                                            |
| ---- | ---------------------------------------------- | --- | --- | --- | ---------------------------------------------------------------------- |
| 1994 | Bergvagabunden                                 | — | — | — |                                                                        |
| 1995 | Wenn man sich lieb hat                         | — | AT29 Platin · (12 Wo.)AT | — |                                                                        |
| 1996 | Träum mit mir                                  | DE23 (11 Wo.)DE | AT4 Platin · (16 Wo.)AT | CH23 Gold · (2 Wo.)CH |                                                                        |
| 1997 | Ich warte auf dich                             | DE32 (9 Wo.)DE | AT3 Platin · (16 Wo.)AT | CH20 Gold · (10 Wo.)CH |                                                                        |
| 1998 | Du bist alles                                  | DE59 (9 Wo.)DE | AT7 Platin · (16 Wo.)AT | CH37 (7 Wo.)CH |                                                                        |
| 1998 | Du, ich mag dich                               | — | AT— GoldAT | — |                                                                        |
| 1999 | Weihnachten mit Hansi Hinterseer               | DE23 (2 Wo.)DE | AT17 Gold · (3 Wo.)AT | — |                                                                        |
| 1999 | Mein Geschenk für dich                         | DE38 (8 Wo.)DE | AT13 Gold · (12 Wo.)AT | CH28 (5 Wo.)CH |                                                                        |
| 2000 | Amore Mio                                      | DE27 Gold · (5 Wo.)DE | AT12 (9 Wo.)AT | CH28 (5 Wo.)CH |                                                                        |
| 2001 | Dann nehme ich dich in meine Arme              | DE24 Gold · (4 Wo.)DE | AT12 Gold · (11 Wo.)AT | CH28 (8 Wo.)CH |                                                                        |
| 2002 | Meine Lieder, deine Träume                     | DE11 (7 Wo.)DE | AT7 (22 Wo.)AT | CH75 (2 Wo.)CH |                                                                        |
| 2002 | Vater, dein Wille geschehe                     | — | — | — |                                                                        |
| 2002 | Goldene Weihnacht’                             | DE88 (2 Wo.)DE | AT33 Gold · (4 Wo.)AT | — |                                                                        |
| 2003 | Best of                                        | DE17 Platin · (14 Wo.)DE | AT5 Platin · (23 Wo.)AT | CH79 (3 Wo.)CH |                                                                        |
| 2003 | Danke für deine Liebe                          | DE10 Gold · (4 Wo.)DE | AT5 (8 Wo.)AT | CH20 (5 Wo.)CH |                                                                        |
| 2004 | Ich denk an dich                               | DE6 Gold · (10 Wo.)DE | AT2 Gold · (14 Wo.)AT | CH16 (9 Wo.)CH |                                                                        |
| 2004 | Meine schönsten Kinder- und Schlaflieder       | DE56 (6 Wo.)DE | AT39 (7 Wo.)AT | — |                                                                        |
| 2005 | Schön war die Zeit – 11 Jahre Hansi Hinterseer | DE9 Gold · (12 Wo.)DE | AT4 Gold · (18 Wo.)AT | CH23 (10 Wo.)CH |                                                                        |
| 2005 | So ein schöner Tag                             | DE7 Gold · (6 Wo.)DE | AT1 Gold · (11 Wo.)AT | CH16 (6 Wo.)CH |                                                                        |
| 2005 | Meine schönsten Weihnachtslieder               | DE75 (4 Wo.)DE | AT25 (6 Wo.)AT | CH94 (2 Wo.)CH |                                                                        |
| 2006 | Meine Berge, meine Heimat                      | DE16 (6 Wo.)DE | AT1 Gold · (9 Wo.)AT | CH16 (8 Wo.)CH |                                                                        |
| 2007 | Volksmusik der Berge                           | DE63 (2 Wo.)DE | AT23 Gold · (10 Wo.)AT | CH43 (4 Wo.)CH |                                                                        |
| 2007 | Von Herz zu Herz                               | DE11 (5 Wo.)DE | AT2 Gold · (8 Wo.)AT | CH17 (7 Wo.)CH |                                                                        |
| 2008 | Ein kleines Edelweiß                           | DE27 (3 Wo.)DE | AT4 Gold · (18 Wo.)AT | CH30 (8 Wo.)CH |                                                                        |
| 2008 | Für immer                                      | DE25 (5 Wo.)DE | AT3 Gold · (9 Wo.)AT | CH24 (7 Wo.)CH |                                                                        |
| 2009 | Komm mit mir!                                  | DE30 (6 Wo.)DE | AT2 Gold · (16 Wo.)AT | CH17 (11 Wo.)CH |                                                                        |
| 2009 | Das Beste von Hansi Hinterseer                 | — | — | CH62 (4 Wo.)CH |                                                                        |
| 2010 | Ich hab dich einfach lieb                      | DE11 (8 Wo.)DE | AT1 Gold · (14 Wo.)AT | CH12 (9 Wo.)CH |                                                                        |
| 2010 | Zwei Herzen                                    | DE11 (6 Wo.)DE | AT3 Gold · (11 Wo.)AT | CH15 (10 Wo.)CH |                                                                        |
| 2010 | The Danish Collection                          | — | — | — | Platz 1 in Dänemark                                                    |
| 2010 | The Norwegian Collection                       | — | — | — | Platz 5 in Norwegen                                                    |
| 2011 | Jedes Jahr zur selben Zeit                     | DE57 (1 Wo.)DE | AT18 (4 Wo.)AT | CH60 (1 Wo.)CH |                                                                        |
| 2012 | Im siebten Himmel                              | DE8 (6 Wo.)DE | AT2 (7 Wo.)AT | CH15 (9 Wo.)CH |                                                                        |
| 2013 | Heut’ ist dein Tag!                            | DE1 (16 Wo.)DE | AT1 Platin · (23 Wo.)AT | CH6 (22 Wo.)CH | Platz 2 in Dänemark, Platz 16 in Belgien, Platz 25 in den Niederlanden |
| 2013 | Das Beste – Seine schönsten Lieder             | DE11 (7 Wo.)DE | AT52 (2 Wo.)AT | CH96 (1 Wo.)CH | Dänische Version „De Største Hits“ Platz 6 in Dänemark                 |
| 2014 | Das Beste zum Jubiläum – 60 Jahre 40 Hits      | DE21 (9 Wo.)DE | AT9 (8 Wo.)AT | CH12 (15 Wo.)CH |                                                                        |
| 2014 | 20 – Das Beste zum Jubiläum – Live             | DE37 (1 Wo.)DE | AT23 (3 Wo.)AT | — |                                                                        |
| 2015 | Gefühle                                        | DE12 (7 Wo.)DE | AT3 Gold · (8 Wo.)AT | CH6 (10 Wo.)CH |                                                                        |
| 2016 | Das Beste                                      | — | — | CH64 (3 Wo.)CH |                                                                        |
| 2016 | Hansi Hinterseers Stimmungshitparade           | DE14 (1 Wo.)DE | — | CH45 (1 Wo.)CH |                                                                        |
| 2016 | Bergsinfonie                                   | DE13 (2 Wo.)DE | AT4 Gold · (10 Wo.)AT | CH11 (4 Wo.)CH |                                                                        |
| 2017 | Für mich ist Glück…                            | DE9 (3 Wo.)DE | AT3 (6 Wo.)AT | CH16 (7 Wo.)CH |                                                                        |
| 2019 | Ich halt zu dir                                | DE3 (6 Wo.)DE | AT3 (7 Wo.)AT | CH3 (7 Wo.)CH |                                                                        |
| 2020 | Hans im Glück                                  | DE40 (3 Wo.)DE | AT38 (3 Wo.)AT | CH41 (2 Wo.)CH |                                                                        |
| 2020 | Weihnachten miteinander                        | DE6 (3 Wo.)DE | AT4 (7 Wo.)AT | CH5 (6 Wo.)CH |                                                                        |
| 2022 | Weil es dich gibt                              | DE4 (3 Wo.)DE | AT3 (2 Wo.)AT | CH2 (6 Wo.)CH |                                                                        |
| 2023 | Glaub an dich: Von Herzen das Beste            | DE3 (1 Wo.)DE | AT8 (2 Wo.)AT | CH23 (2 Wo.)CH |                                                                        |
| 2024 | Schön, dass es dich gibt                       | DE5 (1 Wo.)DE | AT2 (5 Wo.)AT | CH3 (4 Wo.)CH |                                                                        |

### Singles
| Jahr | Titel Album        | Höchstplatzierung, Gesamtwochen, AuszeichnungChartplatzierungen (Jahr, Titel, Album, Platzierungen, Wochen, Auszeichnungen, Anmerkungen) | Höchstplatzierung, Gesamtwochen, AuszeichnungChartplatzierungen (Jahr, Titel, Album, Platzierungen, Wochen, Auszeichnungen, Anmerkungen) | Höchstplatzierung, Gesamtwochen, AuszeichnungChartplatzierungen (Jahr, Titel, Album, Platzierungen, Wochen, Auszeichnungen, Anmerkungen) | Anmerkungen |
| Jahr | Titel Album        | DE | AT | CH | Anmerkungen |
| ---- | ------------------ | --- | --- | --- | ----------- |
| 2004 | Hände zum Himmel – | DE68 (9 Wo.)DE | AT65 (2 Wo.)AT | — |             |

### Videoalben
- 2006: Live in Kitzbühel 2006 (DK: Gold)
- 2006: Best of – Seine schönsten Lieder (DE: Gold)

## Auszeichnungen für Musikverkäufe
| Goldene Schallplatte - Dänemark - 2011: für das Videoalbum Live in Kitzbühel 2006 - 2012: für das Album Zwei Herzen - 2014: für das Album Heut’ ist dein Tag! | 2× Platin-Schallplatte - Dänemark - 2011: für das Album The Danish Collection |

Anmerkung: Auszeichnungen in Ländern aus den Charttabellen bzw. Chartboxen sind in ebendiesen zu finden.
| Land/RegionAuszeichnungen für Musikverkäufe (Land/Region, Auszeichnungen, Verkäufe, Quellen) | Gold       | Platin     | Verkäufe | Quellen           |
| -------------------------------------------------------------------------------------------- | ---------- | ---------- | -------- | ----------------- |
| Dänemark (IFPI)                                                                              | 3× Gold3   | 2× Platin2 | 90.000   | ifpi.dk           |
| Deutschland (BVMI)                                                                           | 7× Gold7   | Platin1    | 925.000  | musikindustrie.de |
| Österreich (IFPI)                                                                            | 18× Gold18 | 6× Platin6 | 505.000  | ifpi.at           |
| Schweiz (IFPI)                                                                               | 2× Gold2   | —          | 50.000   | hitparade.ch      |
| Insgesamt                                                                                    | 30× Gold30 | 9× Platin9 |          |                   |

## Schauspieler
Zwischen 1996 und 2012 spielte Hinterseer in bislang elf Heimatfilmen die Hauptrolle:
- 1996: Hochwürdens Ärger mit dem Paradies
- 2000: Da wo die Berge sind
- 2003: Da wo die Liebe wohnt
- 2003: Da wo die Heimat ist
- 2004: Da wo die Herzen schlagen
- 2006: Da wo das Glück beginnt
- 2006: Da wo es noch Treue gibt
- 2007: Da wo die Freundschaft zählt
- 2009: Da wo wir zu Hause sind
- 2011: Heimkehr mit Hindernissen
- 2012: Ruf der Pferde

## Auszeichnungen (Auszug)
- Goldenes Ehrenzeichen für Verdienste um die Republik Österreich
- Verdienstmedaille des Landes Tirol (2004)
- Ehrenzeichen des Landes Tirol (2014)